# Power Mac G4
Il Power Mac G4 è un computer desktop full tower prodotto da Apple Inc. dal 1999 al 2004, sostituisce il Power Macintosh G3 ed è stato sostituito dal Power Mac G5.
Si basa sul processore PowerPC G4 nelle sue versioni 7400, 7410, 7450, 7455 e 7455B.

## Storia
Il primo Power Macintosh G4 è stato presentato a San Francisco il 31 agosto 1999.
Questo modello ha un case blu con una serigrafia centrale del logo dell'Apple Computer.
Il processore funzionava a una frequenza di 350 MHz o 400 MHz: queste versioni in realtà non erano altro che un adattamento dei precedenti Power Mac G3 con una nuova CPU.
Le prime versioni basate su una nuova scheda madre unificata funzionavano a frequenze di 450 MHz e 500 MHz.
Quella scheda madre unificata comprendeva oltre alle solite porte anche un bus AGP.
La versione a 500 MHz fu disponibile solo il 16 febbraio 2000 dato che Motorola aveva avuto dei problemi a fabbricare i processori a quella frequenza.
Il progetto venne modificato e durante il Macworld Expo di New York il 19 giugno 2000 venne presentata la versione biprocessore a 450 e 500 MHz.
Fu il primo computer a includere la Gigabit Ethernet.
Il 9 gennaio 2001 fu presentata una nuova revisione che includeva un lettore DVD, era il primo computer a includerlo di serie.
Vennero aggiunti anche degli amplificatori audio.
I modelli disponibili avevano frequenze comprese tra 466 MHz e 733 MHz, era disponibile anche il biprocessore a 733 MHz.
La seconda generazione di G4 venne presentata al Macworld Expo di New York il 18 giugno 2001.
Il case venne ridisegnato, venne utilizzata della plastica bianca che non dava una idea di solidità.
Erano disponibili modelli con frequenze di 733 MHz, 867 MHz e il dual a 800 MHz.
Vi fu una nuova revisione il 28 gennaio 2002 che portò il PowerMac a sfondare la barriera del gigahertz.
Era la prima volta che un computer Macintosh raggiungeva simili frequenze. I modelli erano disponibili a frequenze di 800 MHz, 933 MHz e 1 GHz, anche nella versione biprocessore.
Il modello a 1 GHz fu il primo Mac dotato di cache L3 per migliorare le prestazioni.
La terza generazione di G4 è stata presentata il 13 agosto 2002, il case viene ridisegnato per contenere due unità, frontalmente viene utilizzata della nuova plastica per il case, ora ha un aspetto più solido e il colore è un grigio chiaro.
Il case ha quattro fori frontalmente che vengono utilizzati per aumentare lo scambio termico.
Tutti i modelli diventano biprocessore e le frequenze sono 867 MHz 1 GHz e 1,25 GHz.
Questo modelli diventeranno tristemente famosi per il rumore prodotto, elevato per gli standard dell'Apple.
I modelli vengono aggiornati il 28 gennaio 2003 e la frequenza massima sale a 1,42 GHz. I modelli possono alloggiare una scheda Bluetooth disponibile come opzione e sono dotati della Firewire 800.
I Power Macintosh G4 perdono la possibilità di avviarsi con il Mac OS 9.
Il 23 giugno 2003 simultaneamente con i Power Mac G5, Apple rese disponibili dei Power Macintosh G4 in grado di avviarsi col Mac OS 9.
Questi G4 erano riservati a tutti quegli utilizzatori professionali che non potevano migrare verso la nuova versione del sistema operativo.
Quei modelli erano basati sul primo modello dotato di supporto per due unità ottiche.
I Power Macintosh G4 vengono definitivamente abbandonati il 9 giugno 2004.
I Power Macintosh G4 sono stati tra i modelli più longevi prodotti da Apple.

## Gigaflops
Il Power Mac G4 fu il primo computer di largo consumo a raggiungere la potenza di 1 Gigaflops (1 miliardo di operazioni in virgola mobili al secondo). Quando il computer venne presentato negli USA era in vigore una legge del 1979 che classificava i computer da 1 Gigaflops come soggetti a limitazione per l'esportazioni verso stati esteri (Russia, Cina, etc). Apple sfruttò la legge per presentare il computer come il "personal supercomputer" e fece trasmettere delle pubblicità dove il computer era circondato da carri armati sottolineando che il computer era stato classificato dal governo statunitense come "Arma". Il limite di 1 GigaFlops era obsoleto e venne cambiato nel 2000 dal presidente Bill Clinton, quindi la limitazione alle esportazioni durò solo pochi mesi.